# Antonio Blanco Freijeiro
Antonio Blanco Freijeiro (Marín, Pontevedra, 6 de setembre de 1923 - Las Rozas de Madrid, 6 de gener de 1991) va ser un historiador i arqueòleg gallec, catedràtic d'Arqueologia, Epigrafia i Numismàtica de la Universitat de Sevilla (1959-1974), més tard d'Arqueologia Clàssica a la Universitat Complutense de Madrid (1974-1988), i Acadèmic Bibliotecari de la Reial Acadèmia de la Història (1977-1991).

## Biografia
Era fill del músic i erudit gallec Antonio Blanco Porto, vinculat des de 1921 a la Sociedad Filarmónica de Pontevedra Arxivat 2016-03-04 a Wayback Machine. i, des de 1926 a 1940, cofundador i primer director de la paral·lela Sociedad Coral Polifónica de Pontevedra Arxivat 2016-03-04 a Wayback Machine..
Va estudiar Filosofia i Lletres a les universitats de Santiago de Compostel·la i Complutense de Madrid, doctorant-se en Filologia Clàssica per aquesta el 1947, amb una tesi sobre Minería y metalurgia española en la Antigüedad (1947), dirigida pel seu mestre Antonio García y Bellido. Després va anar a la Universitat d'Oxford per realitzar una estada d'estudi (1947-1949) amb la beca de la "Fundació Comte de Cartagena", de l'Acadèmia de la Història, en la qual hi gaudia del suport ferm de l'influent Francisco Javier Sánchez Cantón, a qui Blanco considerava com el seu segon mestre. A la seva tornada a Espanya és Professor Ajudant i Adjunt d'Arqueologia de García y Bellido a la Universitat de Madrid (1949-1959) (durant el seu primer curs va ser alumne seu José María Blázquez Martínez, col·laborant també en l'Institut d'Arqueologia Rodrigo Caro del CSIC, que dirigia Bellido. Durant aquests anys (1954-1955) va gaudir d'una beca de la Fundació Alexander von Humboldt, la qual cosa li va permetre ampliar la seva formació germànica i perfilar el seu sentit winckelmannià del clàssic a les universitats de Heidelberg i Bonn.
El 1959 assolí la càtedra d'Arqueologia, Epigrafia i Numismàtica de la Universitat de Sevilla. Va ser Membre Ordinari de l'Institut Arqueològic Alemany de Berlín i Acadèmic de Nombre de la Real Academia de Bellas Arts de Santa Isabel de Hungría de Sevilla, el 1963, i, des de 1977, també de la Reial Acadèmia de la Història de Madrid, de la qual fou bibliotecari perpetu. Molt poc inclinat als càrrecs, va exercir uns anys com a Vicedegà de la Facultat de Filosofia i Lletres de la Universitat de Sevilla (1966-1974) i, per un breu temps, com a Inspector Tècnic i Comissari General d'Excavacions Arqueològiques. Durant gairebé any i mig, entre setembre de 1967 i febrer de 1969, va ser director de l'Acadèmia Espanyola de Belles Arts de Roma, càrrec que va haver d'abandonar en ser-ne destituït després d'un procés contenciós-administratiu.
El 1983 va ser guardonat amb el premi de traducció Fray Luis de León per la seva versió espanyola de la Historia de la Edad de Piedra, de Hermann Müller-Karpe, però més ressò encara va obtenir la seva versió de The Roman Revolution de sir Ronald Syme (1939), publicada per Taurus el 1989 i aviat esgotada. El 1985 va ser nomenat vocal del Reial Patronat del Museu del Prado en representació del Cos Facultatiu de Conservadors de Museus. Molts anys enrere havia estat conservador d'escultura del propi museu (realitzant el seu catàleg el 1957), com també d'antiguitats de la Casa Ducal d'Alba.
A vegades va practicar l'arqueologia de camp, primer en els anys 50, col·laborant en les excavacions espanyoles al santuari de Gabii (Itàlia), i després dirigint o codirigint algunes excavacions i prospeccions, com a La Guardia de Jaén, Riotinto (Huelva), Ategua (Còrdova), Platja d'A Lanzada (Pontevedra), o Itàlica (Sevilla). Dos dels seus articles primerencs, "Orientalia I" i "Orientalia II" van tenir un merescut ressò i influència, per situar en primer pla el període anomenat "orientalizant". Va ser cofundador el 1970 de la revista científica Habis de la Universitat de Sevilla, i va dirigir la col·lecció d'art antic d'Historia 16.
Havia patit alguns problemes cardíacs i va morir sobtadament en la matinada del dia de Reis de 1991, i fou enterrat al panteó familiar de Marín, al costat de la seva primera esposa, Pilar López-Brea Osorio, bibliotecària de la Universitat de Sevilla i més tard bibliotecària directora de la Reial Acadèmia de la Història, morta el 1982. La filla d'ambdós, Mercedes Blanco López-Brea de Morel, és professora d'espanyol a la Universitat París IV-Sorbonne i experta en la literatura espanyola del segle xvii.

## Honors pòstums
L'Àrea d'Història Antiga de la Universitat Autònoma de Madrid Arxivat 2012-01-26 a Wayback Machine. va inaugurar anys enrere en honor seu l'"Aula Didàctica Antonio Blanco Freijeiro. Laboratori per a la Història Antiga d'Orient i Egipte" Arxivat 2013-11-12 a Wayback Machine., que manté una col·lecció de materials pràctics, organitzant a més sèries anuals de conferències. La seva ciutat natal, Marín organitza també en els últims deu anys una setmana en record seu, incloent-hi diferents actes culturals.

## Monografies
- Museo del Prado. Catálogo de la escultura: 1. Esculturas clásicas. 2. Esculturas, copias e imitaciones de las antiguas (siglos XVI-XVIII), Madrid, 1957 (2ª ed., 1981, con M. Lorente).
- Arte Antiguo del Asia anterior, Universidad de Sevilla, 1972 (3ª ed., 1981).
- Arte Griego, Madrid, 1956 (3ª edición renovada, CSIC, Textos Universitarios nº 48, 2011
- Apuntes de la vida romana en la obra de Séneca, Madrid, Fundación Pastor, 1966.
- El puente de Alcántara en su contexto histórico. Discurso de ingreso leído en sesión solemne celebrada el 23 de enero de 1977, Madrid, Real Academia de la Historia, 1977.
- Mosaicos romanos de Italica (I). Mosaicos conservados en colecciones públicas y particulares de la ciudad de Sevilla, Madrid, Instituto Español de Arqueología "Rodrigo Caro", CSIC, 1978.
- Exploración arqueometalúrgica de Huelva, Madrid, 1981 (con B. Rothenberg).
- Los primeros españoles, ed. Historia 16, colección Historias del Viejo Mundo, Madrid, 1988.
- Historia de Sevilla I. La ciudad antigua: de la Prehistoria a los visigodos, Universidad de Sevilla, 1989 (con pequeña biografía y foto).
- Antonio Blanco Freijeiro. Opera minora selecta, Colección Abierta nº 32, Universidad de Sevilla, Secretariado de Publicaciones, 1996.
- VV. AA., Homenaje al Profesor Antonio Blanco Freijeiro, Madrid, Facultad de Geografía e Historia, Universidad Complutense, 1989.
- VV. AA., Estudios de Arqueología Gallega. Homenaje a Antonio Blanco Freijeiro, Museo Provincial de Pontevedra, Vigo, 1998.